# Władysław Luty
Władysław Ołeksijowycz Luty (ukr. Владислав Олексійович Лютий, ros. Владислав Алексеевич Лютый, Władisław Aleksiejewicz Luty; ur. 25 sierpnia 1970) – ukraiński piłkarz, grający na pozycji obrońcy, a wcześniej pomocnika.

## Kariera
W 1990 rozpoczął karierę piłkarską w Metałurhu Zaporoże, ale nie zagrał żadnego meczu i w następnym roku przeniósł się do Krywbasu Krzywy Róg. W latach 1991–1992 bronił barw Torpeda Zaporoże. Potem powrócił najpierw do Krywbasu, a potem do Metałurha. W 1996 wyjechał do Rosji, gdzie został piłkarzem Nieftiechimika Niżniekamsk. W 1998 powrócił do Ukrainy i występował w Prykarpattia Iwano-Frankowsk oraz w jego farm klubie FK Tyśmienica, po czym w następnym roku wyjechał do Kazachstanu, gdzie bronił barw klubów Żenis Astana i Akmoła Kokczetaw. Po powrocie do Ukrainy grał w zespołach Polihraftechnika Oleksandria i Zirka Kirowohrad. W 2002 przeniósł się do Dinama Machaczkała, w którym w 2003 zakończył karierę piłkarską.

## Sukcesy
Klubowe
- półfinalista Pucharu Ukrainy: 1992
- brązowy medalista Pierwszej lihi Ukrainy: 2001
- mistrz Drugiej ligi Rosji: 2003
- wicemistrz Drugiej ligi Rosji: 2002